# Jugurta
Jugurta o Yugurta  (160-104 a. C.) fue un rey de Numidia entre los años 116 y 104 a. C. que combatió contra el Estado romano. Estuvo asignado a las tropas auxiliares romanas en la guerra numantina. Al regresar a su país, se hizo con el poder asesinando a sus rivales dinásticos. Fue capturado por Sila y ejecutado en Roma.

## Inicios
Tras la muerte de Masinisa en 148 a. C., fue sucedido por su hijo Micipsa. Por entonces su sobrino Yugurta era tan popular, que Micipsa se vio obligado a enviarlo a Hispania, estancia que este aprovechó para establecer contactos con romanos influyentes. Allí comprendió la debilidad de los romanos para el soborno, lo que aprovechó en el futuro. Participó con Escipión Emiliano en el asedio de Numancia en la tercera guerra celtíbera.
Cuando murió Micipsa en 118 a. C., el reino se dividió entre sus dos hijos (Aderbal e Hiempsal) y su sobrino Yugurta. Inmediatamente, Yugurta se enfrentó con Hiempsal y lo asesinó. A continuación se enfrentó con Aderbal, que resultó vencido y huyó a Roma para pedir ayuda. Los gobernantes romanos, probablemente sobornados, o quizá por el deseo de terminar rápidamente con el problema, dividieron Numidia en dos partes, el este para Aderbal, y el oeste para Yugurta.

## Guerra de Yugurta
Yugurta no quedó satisfecho, y en el año 113 a. C., invadió Cirta, capital de Aderbal, incurriendo en la cólera de Roma, al resultar muertos varios comerciantes itálicos allí asentados, además del propio Aderbal. Roma se vio obligada a intervenir en 111 a. C., en una breve campaña mandada por el cónsul Lucio Calpurnio Bestia. Yugurta se rindió, pero obtuvo una paz muy favorable, sospechosa una vez más de haber sido conseguida con sobornos. Como consecuencia, Cayo Memio, tribuno de la Plebe, promovió una investigación, solicitando la presencia del propio Yugurta, pero fue vetado por otro tribuno sobornado, Cayo Bebio. Yugurta tuvo que ir a Roma, pero no llegó a declarar.
Reanudada la guerra, Roma envió al cónsul Quinto Cecilio Metelo el Numídico, que se enredó en una campaña interminable durante cinco años (111-106 a. C.). Impaciente por el curso de la guerra, su lugarteniente Cayo Mario volvió a Roma para buscar el consulado, y una vez logrado, volvió y tomó la dirección de las operaciones. Tras una serie de victorias importantes, Cayo Mario se granjeó la amistad de Bomílcar, el hermano de la madre de Yugurta y principal lugarteniente del rey númida, encomendándole la misión de deponer a Yugurta, pero se descubrió la trama y Yugurta lo ejecutó cuando este se dedicaba a provocar descontentos entre su guardia. 
Mario envió entonces a su legado Lucio Cornelio Sila a Mauritania para privar de apoyos a Yugurta. Sila logró el apoyo de Boco I, y la captura de Yugurta, que fue enviado a Roma cargado de cadenas y ejecutado en 104 a. C. en la Cárcel Mamertina